# Дівчина за викликом (фільм)
Дівчина за викликом (англ. The Girlfriend Experience) — американський фільм-драма, зріз життя режисера Стівена Содерберга, з Сашею Грей у головній ролі. Фільм знімали у Нью-Йорку та показали на кінофестиваль «Санденс» у січні 2009 року.
Содерберг згадував Червону пустелю режисера Мікеланджело Антоніоні та Шепіт і крик режисера Інгмара Бергмана, що справили вплив на його роботу. Цей фільм також примітний тим, що його було вироблено за $1,3 мільйона доларів і знято порівняно недорогою камерою Red One.

## Короткий огляд
За кілька днів до президентських виборів у США 2008 року висококласна ескортниця з Мангеттену стикається з купою проблем зі своїм хлопцем, клієнтами та роботою. Челсі (справжнє ім'я Крістін) спеціалізується на послугах «платної дівчини». Вона виявляє, що останнім часом її клієнти витрачають все менше грошей на її послуги, і їх турбує фінансова криза — тема, яку вони часто підіймають у її присутності. Також у неї бере інтерв'ю журналіст, який розпитує про її діяльність та особисте життя. Вона переїжджає від клієнта до клієнта, надаючи свої послуги.

## У ролях
- Саша Грей у ролі Крістіни, псевдонім «Челсі»
- Кріс Сантос у ролі Кріса
- Філіп Ейтан у ролі Філіпа
- Тімоті Девіс у ролі Тіма
- Пітер Зіццо у ролі Зіццо
- Гленн Кенні у ролі «Еротичний знавець»
- Вінсент Деласера у ролі водія «Челсі»
- Кімберлі Магнесс у ролі Щасливої години
- Марк Джейкобсон у ролі журналіста

## Критика
Фільм має 66 % позитивних відгуків на сайті Rotten Tomatoes, які ґрунтуються на 138 оглядах.